# Teresa Maria de Carvalho

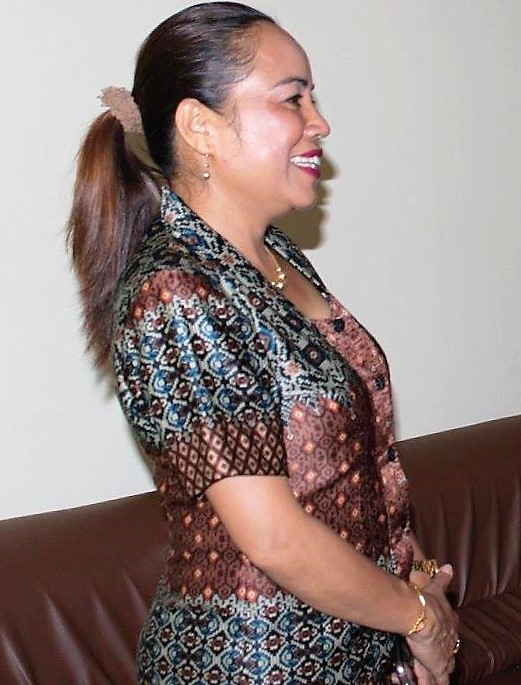
Teresa Maria de Carvalho (2016)

Teresa Maria de Carvalho (* 25. Juli 1974 in Uatucarbau, Portugiesisch-Timor) ist eine Diplomatin und Politikerin aus Osttimor. Sie ist Mitglied in der Partido Democrático (PD).

## Werdegang
Carvalho hat einen Abschluss im Lehramt. 1998 wurde sie die Vorsitzende der neugegründeten Grupu Feto Foin Sa’e Timor Lorosa’e (GFFTL).
Zu den Wahlen für die verfassunggebende Versammlung 2001 trat Carvalho erfolglos als unabhängige Kandidatin an. Bei den Parlamentswahlen in Osttimor 2007 gelangte Carvalho auf Platz 4 der PD-Liste in das Nationalparlament Osttimors. Hier wurde sie Vize-Sekretärin des Parlamentspräsidiums und Mitglied der Kommission für Gesundheit, Bildung und Kultur (Kommission F).
Bei den Parlamentswahlen 2012 war Carvalho nicht mehr auf der Wahlliste der PD vertreten.
Seit 2015 ist sie Generalkonsulin Osttimors im indonesischen Denpasar auf Bali.